# Малый Кермеж
Малый Кермеж — река в России, протекает в Пижанском районе Кировской области. Устье реки находится в 2,1 км по левому берегу реки Иж. Длина реки составляет 15 км.
Исток реки в 18 км к северо-западу от посёлка Пижанка. Река течёт на северо-восток параллельно Кермежу и Змеевке на расстоянии 2-4 км об обеих рек. Единственный населённый пункт на берегах — деревня Соломино. Впадает в Иж у деревни Подгорная двумя километрами выше впадения самого Ижа в Пижму.

## Данные водного реестра
По данным государственного водного реестра России относится к Камскому бассейновому округу, водохозяйственный участок реки — Вятка от города Котельнич до водомерного поста посёлка городского типа Аркуль, речной подбассейн реки — Вятка. Речной бассейн реки — Кама.
По данным геоинформационной системы водохозяйственного районирования территории РФ, подготовленной Федеральным агентством водных ресурсов:
- Код водного объекта в государственном водном реестре — 10010300412111100037235
- Код по гидрологической изученности (ГИ) — 111103723
- Код бассейна — 10.01.03.004
- Номер тома по ГИ — 11
- Выпуск по ГИ — 1